# Импанис, Раймонд
Раймонд Импанис (нидерл. Raymond Impanis; 19 октября 1925, коммуна Кампенхаут, провинция Фламандский Брабант, Бельгия — 31 декабря 2010, Вилворде, провинция Фламандский Брабант, Бельгия) — бельгийский профессиональный шоссейный велогонщик в 1946—1963 годах.
Именем велогонщика названа однодневная велогонка, ежегодно проводящаяся в бельгийской провинции Фламандский Брабант, с 2011 года — Гран-при Импанис–Ван Петегем. В 2013 году официальное название гонки было изменено на «Примус Классик».

## Достижения
1947
1-й — Этап 5 Тур Бельгии
2-й Льеж — Бастонь — Льеж
4-й Париж — Рубе
6-й Тур де Франс — Генеральная классификация
1-й — Этап 19
1948
1-й Три дня Западной Фландрии
2-й Льеж — Бастонь — Льеж
4-й Гент — Вевельгем
4-й Тур Фландрии
9-й Чемпионат мира — Групповая гонка (проф.)
10-й Тур де Франс — Генеральная классификация
1-й — Этап 9 и 10
1949
1-й Дварс дор Фландерен — Генеральная классификация
2-й Тур Бельгии — Генеральная классификация
1-й — Этап 3
2-й Чемпионат Бельгии — Групповая гонка
3-й Гран-при Вилворде
5-й Тур Фландрии
5-й Критериум Дофине
1950
1-й — Этап 5 Тур Бельгии
2-й Флеш Валонь
6-й Вызов Дегранж-Коломбо
8-й Тур де Франс — Генеральная классификация
9-й Милан — Сан-Ремо (вместе с ещё 41 велогонщиком)
1951
1-й Дварс дор Фландерен — Генеральная классификация
1-й — Этап 1
2-й Гран-при Вилворде
3-й Тур Германии — Генеральная классификация
1-й — Этап 3
3-й Омлоп Хет Ниувсблад
5-й Милан — Сан-Ремо
6-й Париж — Рубе
7-й Тур Фландрии
9-й Вызов Дегранж-Коломбо
10-й Флеш Валонь
1952
1-й Гент — Вевельгем
2-й Омлоп Хет Ниувсблад
3-й Париж — Ницца — Генеральная классификация
1-й — Этап 3b
3-й Флеш Валонь
3-й Тур Романдии
3-й Тур Германии
5-й Гран-при Наций
6-й Париж — Брюссель
9-й Вызов Дегранж-Коломбо
1953
1-й Гент — Вевельгем
2-й Тур Алжира — Генеральная классификация
5-й Флеш Валонь
6-й Милан — Сан-Ремо
7-й Париж — Рубе
9-й Вызов Дегранж-Коломбо
10-й Льеж — Бастонь — Льеж
10-й Тур Бельгии — Генеральная классификация
1954
1-й Париж — Рубе
1-й Париж — Ницца — Генеральная классификация
1-й — Очковая классификация
1-й — Этап 2
1-й Тур Фландрии
2-й Вызов Дегранж-Коломбо
2-й Льеж — Бастонь — Льеж
7-й Флеш Валонь
1955
1-й — Этап 1b (КГ) Trois Jours d'Anvers
2-й Льеж — Бастонь — Льеж
3-й Гент — Вевельгем
4-й Тур Люксембурга — Генеральная классификация
5-й Париж — Рубе
7-й Вызов Дегранж-Коломбо
9-й Тур Бельгии — Генеральная классификация
1956
2-й Trois Jours d'Anvers
3-й Вуэльта Испании — Генеральная классификация
7-й Омлоп Хет Ниувсблад
8-й Гент — Вевельгем
1957
1-й Флеш Валонь
2-й Вызов Дегранж-Коломбо
2-й Париж — Брюссель
5-й Джиро ди Ломбардия
6-й Париж — Рубе
7-й Джиро д’Италия — Генеральная классификация
1958
4-й Тур Романдии
5-й Льеж — Бастонь — Льеж
6-й Флеш Валонь
9-й Париж — Рубе
10-й Милан — Сан-Ремо
1959
10-й Париж — Рубе
1960
1-й Париж — Ницца — Генеральная классификация
3-й Джиро ди Сардиния
3-й Шесть дней Мадрида (трек)
4-й Париж — Брюссель
8-й Тур Фландрии
10-й Париж — Рубе
1961
1-й — Этап 4 Тур Бельгии (вместе с Риком ван Лоейм и Луи Прустом)
2-й Гент — Вевельгем
3-й Тур Лимбурга
4-й Тур Германии — Генеральная классификация
1-й — Этап 2
4-й Париж — Тур
7-й Тур Бельгии — Генеральная классификация
1962
3-й Брабантсе Пейл
6-й Тур Романдии
9-й Париж — Рубе
9-й Дварс дор Фландерен

## Статистика выступлений

### Гранд-туры
| Гранд-тур                 | 1947 | 1948 | 1949 | 1950 | 1951 | 1952 | 1953 | 1954 | 1955 | 1956 | 1957 | 1958 | 1959 | 1960 | 1961 | 1962 | 1963 |
| ------------------------- | ---- | ---- | ---- | ---- | ---- | ---- | ---- | ---- | ---- | ---- | ---- | ---- | ---- | ---- | ---- | ---- | ---- |
| Джиро д’Италия            | —    | —    | —    | —    | НФ   | 25   | —    | НФ   | —    | —    | 7    | —    | —    | 40   | НФ   | —    | —    |
| Тур де Франс              | 6    | 10   | НФ   | 8    | —    | —    | 23   | —    | 13   | 33   | —    | —    | —    | —    | —    | —    | 66   |
| (c 2010 ) Вуэльта Испании | —    | —    | НП   | —    | НП   | НП   | НП   | НП   | —    | 3    | —    | —    | —    | —    | —    | —    | —    |

| —  | Не участвовал               |
| НП | Соревнование не проводилось |
| НФ | Не финишировал              |